# Gilbert John Strange
Gilbert John Strange (ur. 1899 w Tarrant Keynston, zm. 24 września 1918 w Cambrai) – angielski as myśliwski okresu I wojny światowej. Wygrał 7 pojedynków powietrznych.
Gilbert John Strange od wczesnego lata 1918 roku został przydzielony do eskadry myśliwskiej No. 40 Squadron RAF, w której służył do 24 września 1918 roku.
W jednostce tej swoje pierwsze zwycięstwo powietrzne odniósł 30 czerwca 1918 roku nad niemieckim balonem obserwacyjnym. Drugie i trzecie zwycięstwo odniósł wspólnie z George'em McElroyem i Indra Lal Royem. 22 lipca odniósł swoje piąte zwycięstwo powietrzne i otrzymał tytuł asa. 
Zginął w walce z samolotami z Jasta 58 24 września 1918 roku. Po zestrzeleniu samolotu Fokker D.VII, jego S.E.5a został zestrzelony przez niemieckiego asa Martina Dehmischa, który w kilka chwil później sam został zestrzelony i zmarł następnego dnia.